# Neopringlea viscosa
Neopringlea viscosa là một loài thực vật có hoa trong họ Liễu. Loài này được (Liebm.) Rose mô tả khoa học đầu tiên năm 1909.